# Авл Віцирій Прокул
Авл Віцирій Прокул (лат. Aulus Vicirius Proculus; близько 16 — бл. 96) — політичний та військовий діяч часів Римської імперії, консул-суффект 89 року.

## Життєпис
Походив із заможного провінційного роду Віциріїв. Розпочав свою кар'єру в імператорському війську. 43 року як військовий трибун IV Скіфського легіону брав участь у захоплені південної Британії. У 44 році в Римі керував вітальною церемонією імператора Клавдія як завойовника Британії. При Клавдії або Нероні став сенатором. У 45 році обіймав посаду фламіна Австаліса в римській колонії Рузелла (Етрурія). Тут встановив на честь перемог римлян у Британії статую імператора Клавдія.
Після загибелі Нерона у боротьбі за трон зрештою підтримав Веспасіана. У 89 році призначений консулом-суффектом разом з Манієм Лаберієм Максимом. У грудні того ж року призначений проконсулом Британії. На цій посаді перебував до 96 року. Сприяв посиленню римської влади, зокрема романізації, на заході та півночі провінції. Помер під час своєї каденції або трохи згодом.